# Фрідріх Кірхнер
Фрідріх Кірхнер (нім. Friedrich Kirchner; нар. 26 березня 1885, Лейпциг — пом. 6 квітня 1960, Фульда, Гессен) — німецький воєначальник часів Третього Рейху, генерал танкових військ (1942) Вермахту. Один зі 160 кавалерів Лицарського хреста з Дубовим листям та мечами (1945).

## Біографія
Закінчив кадетський корпус. 28 лютого 1906 року поступив в 107-й піхотний полк. В 1911 році переведений в 17-й уланський полк. Під час Першої світової війни командував ескадроном, потім займав штабні посади і командував батальйоном. За бойові заслуги нагороджений численними нагородами.
Після демобілізації армії залишений у рейхсвері. З 16 травня 1920 року — командир ескадрону 12-го кінного полку. 1 квітня 1928 року переведений в штаб 2-ї кавалерійської дивізії, 1 жовтня 1932 року — в 10-й кінний полк в Торгау. З 1 жовтня 1933 року — командир 11-го кінного полку, з 1 жовтня 1935 року — 1-го стрілецького полку, з 10 листопада 1938 року — 1-ї стрілецькою бригади, з якою взяв участь у Польській кампанії. З 3 листопада 1939 року — в.о. командира 1-ї танкової дивізії (затверджений на посаді 15 лютого 1940 року). Під час Західної кампанії воював у Нідерландах, Люксембургу і Франції.
Учасник німецько-радянської війни. З 14 жовтня 1941 року — в.о. командира 41-го моторизованого корпусу, 15 листопада — 57-го армійського корпусу (з червня 1942 — танкового; затверджений на посаді 1 лютого 1942 року). В листопаді 1942 року корпус Кірхнера мав у своєму складі 6-ту і 23-ю танкові дивізії. В 1942 році воював на Кавказі, потім брав участь у невдалій операції з деблокування оточеної під Сталінградом 6-ї армії. Командував корпусом до кінця війни з перервами (з 30 листопада 1943 по 19 лютого 1944 і з 25 лютого по 2 червня 1944 року). З березня 1943 року вів бої в Україні в районі Харкова, Донця і Ізюма, потім на Дніпрі і Пруті.
В жовтні 1944 року з боями відійшов в Угорщину, де взяв участь в боях за Будапешт (з листопада 1944 по січень 1945 року его корпус також називався групою «Кірхнер»). Після поразки під Будапештом в лютому 1945 року відійшов у Сілезію і до кінця війни вів у бої в районі Лаузіца. 8 травня здався американським військам. В 1947 році звільнений.

## Нагороди
- Залізний хрест
  - 2-го класу (1 жовтня 1914)
  - 1-го класу (26 вересня 1917)
- Орден Альберта (Саксонія), лицарський хрест
  - 2-го класу з мечами
  - 1-го класу з мечами і короною
- Хрест «За військові заслуги» (Австро-Угорщина) 3-го класу з військовою відзнакою
- Військовий орден Святого Генріха, лицарський хрест (19 липня 1918)
- Почесний хрест ветерана війни з мечами
- Пам'ятна військова медаль (Австрія) з мечами
- Пам'ятна військова медаль (Угорщина)
- Медаль «За вислугу років у Вермахті» 4-го, 3-го, 2-го і 1-го класу (25 років)
- Застібка до Залізного хреста
  - 2-го класу (22 листопада 1939)
  - 1-го класу (4 жовтня 1939)
- Нагрудний знак «За танкову атаку» в сріблі
- Лицарський хрест Залізного хреста з дубовим листям і мечами
  - лицарський хрест (20 травня 1940)
  - дубове листя (№391; 12 лютого 1944)
  - мечі (№127; 26 січня 1945)
- Німецький хрест в золоті (22 квітня 1942)
- Медаль «За зимову кампанію на Сході 1941/42»
- Двічі відзначений на Вермахтберіхт (4 лютого 1943 і 27 листопада 1944)

Військова кар'єра
- 28 лютого 1906 — фенріх
- 27 січня 1907 — лейтенант
- 11 липня 1913 — оберлейтенант
- 24 липня 1915 — ротмістр
- 1 лютого 1928 — майор
- 1 грудня 1932 — оберстлейтенант
- 1 листопада 1934 — оберст
- 1 березня 1938 — генерал-майор
- 1 квітня 1940 — генерал-лейтенант
- 1 лютого 1942 — генерал танкових військ